# Nordische Badmintonmeisterschaft 1976
Die Nordische Badmintonmeisterschaft 1976 fand vom 20. bis zum 21. November 1976 in Reykjavík statt. Es war die 15. Auflage dieser Veranstaltung.

## Titelträger
| Disziplin    | Sieger                        |
| ------------ | ----------------------------- |
| Herreneinzel | Flemming Delfs                |
| Dameneinzel  | Lene Køppen                   |
| Herrendoppel | Bengt Fröman Thomas Kihlström |
| Damendoppel  | Lene Køppen Pia Nielsen       |
| Mixed        | Steen Skovgaard Lene Køppen   |

## Finalresultate
| Disziplin    | Sieger                        | Finalist                         | Ergebnis           |
| ------------ | ----------------------------- | -------------------------------- | ------------------ |
| Herreneinzel | Flemming Delfs                | Svend Pri                        | 15–4, 15–0         |
| Dameneinzel  | Lene Køppen                   | Pia Nielsen                      | 11–1, 11–4         |
| Herrendoppel | Bengt Fröman Thomas Kihlström | Svend Pri Steen Skovgaard        | 15–10, 15–1        |
| Damendoppel  | Lene Køppen Pia Nielsen       | Inge Borgstrøm Pernille Kaagaard | 10–15, 15–9, 18–16 |
| Mixed        | Steen Skovgaard Lene Køppen   | Elo Hansen Pernille Kaagaard     | 15–0, 15–6         |